# Makrobiotika
Makrobiotika (z řeckého makrós – velký, dlouhý a bios – život) je životní styl a dietní režim, který je založen na taoistickém učení jin a jang.
Makrobiotika jako základní potravinu předepisuje obilniny a doplňuje je o další potraviny (místní zelenina a další lokální produkty). Zakazuje požívání průmyslově zpracovaných potravin a většinu živočišných produktů. Makrobiotické učení také omezuje množství tekutin, zakazuje přejídání a požaduje, aby potrava byla před polknutím důkladně rozžvýkána.
Standardní makrobiotický talíř tvoří z 50 % celozrnné obilniny, z 30 % zelenina (hlavně tepelně upravená a kvašená), z 15 % luštěniny a mořské řasy, z 5 % polévky. Doplňkově lze zařadit ryby, ovoce mírného pásma, semena, ořechy, oleje apod.

## Dějiny

### Antika
Nejstarší zaznamenané použití termínu makrobiotika je v Hippokratově spisu O vzduchu, vodách a místech, jenž pojednává o vlivu prostředí a výživy na lidské zdraví.

### Christoph Wilhelm Hufeland
Slovo „makrobiotika“ použil v roce 1796 německý lékař Christoph Wilhelm Hufeland (1762–1836) ve své knize Makrobiotika, neboli umění, jak prodloužit lidský život. Hufeland byl profesorem lékařství v Jeně a později prvním děkanem medicíny na univerzitě v Berlíně. Hufeland postuluje „životní sílu“, která se podle něj nachází nejen v živých organismech, ale v menší míře i v ostatních látkách; tuto sílu mohou posilovat nebo oslabovat vlivy prostředí. Podle Hufelandova názoru lze nemocem zabránit především správnou výživou a životosprávou.

### Sagen Išizuka
Japonský vojenský lékař Sagen Išizuka (1850–1909) během své profesní kariéry došel k názoru, že tradiční japonské lékařství je účinnější než západní medicína. Jeho dietní doporučení odpovídají tradiční japonské stravě (rozumí se před „pozápadněním“ Japonska, k němuž došlo kolem roku 1870). Podle Išizuky závisejí zdraví a dlouhověkost na rovnováze mezi sodíkem a draslíkem a kyselinami a zásadami. Jídlo je určujícím faktorem této rovnováhy. Vliv mají i další faktory, jako jsou přírodní podmínky a podnebí, fyzická aktivita nebo psychický stres.

### George Ohsawa
Išizukův následovník, filosof George Ohsawa (1893–1966) se narodil v chudé rodině samuraje a neměl prostředky na vyšší vzdělání. Kolem roku 1913 se setkal s Manabu Nišibatou (přímým žákem Išizuky) a studoval s ním v Tokiu. Později cestoval do Evropy, zejména do Paříže, kde začal šířit svou filosofii (tehdy prý přijal pseudonym „Ohsawa“ podle francouzského „oh, ça va“, což je obvyklá odpověď na otázku „Jak se máš?“). Po několika letech se vrátil do Japonska. Za druhé světové války byl za své pacifistické ideály vězněn a jen těsně unikl trestu smrti.

### 20. století - současnost
Na šíření makrobiotiky na Západě se podíleli Ohsawovi žáci, k nimž patří například Mičio Kuši a Tomio Kikuči.
V Čechách byla průkopnicí tohoto životního stylu Ing. Jarmila Průchová (1928–2021).

## Kritika
Dle klubu Sisyfos je makrobiotická dieta „jednostranná, nevyvážená a proto nevhodná a riziková. Makrobiotická výživa neobsahuje dostatek výživných látek a může dojít k těžké podvýživě“..
Zajištění dostatečného množství vápníku (1 až 1,5 g) z rostlinných zdrojů je problematické.zdroj? Rovněž vstřebávání železa je rostlinnou stravou tlumeno (vznik nerozpustných sloučenin) – přitom je v populaci ČR poměrně častý nedostatek železa.